# Duelo

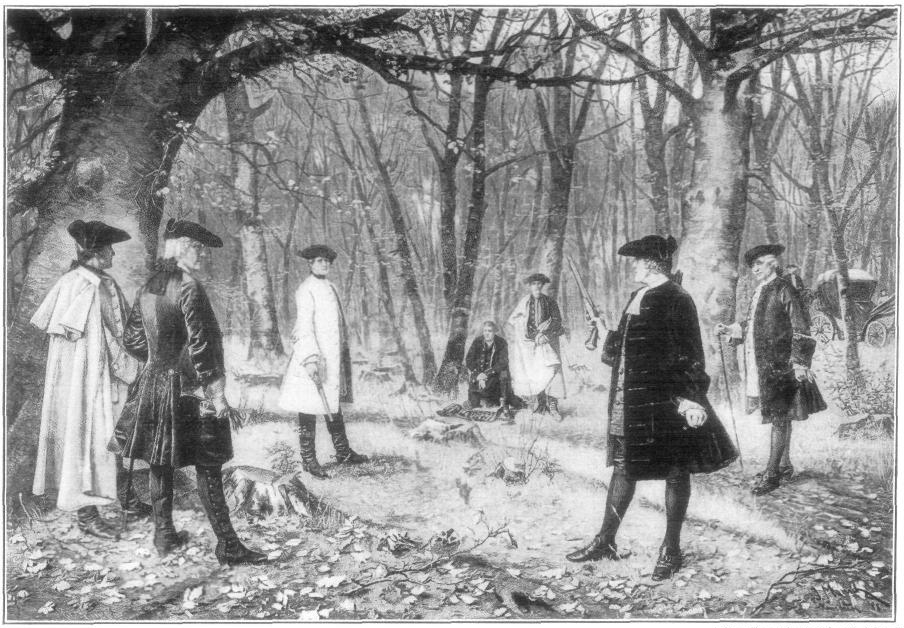
Duelo a pistolas entre Alexander Hamilton y Aaron Burr en 1804.

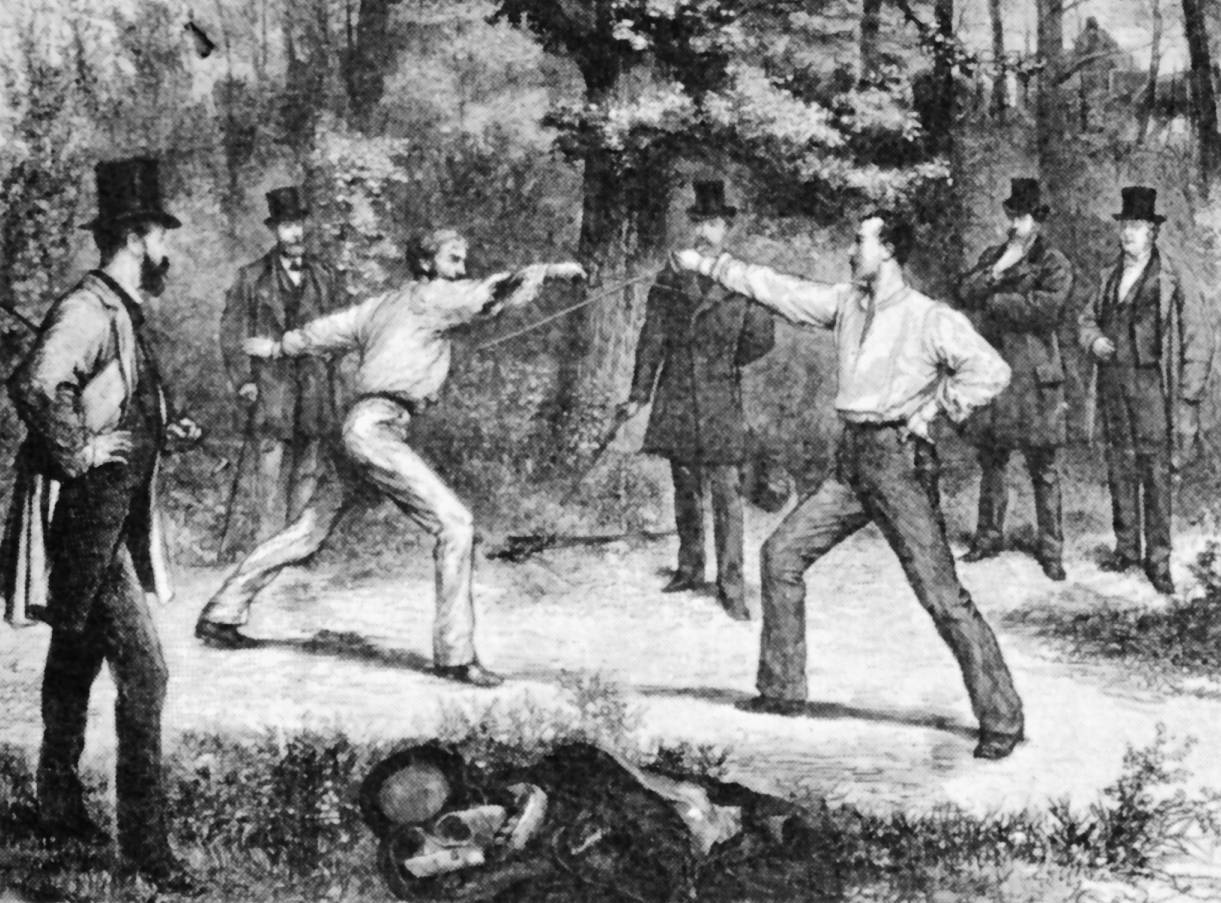
Duelo en el Bois de Boulogne en 1874.

Duelo es el combate en el que se enfrentan dos personas que se han desafiado individualmente, por lo general caballeros, aunque también puede llamarse "duelo" al combate entre dos grupos, especialmente si cada uno envía como representante a un campeón para que dispute el combate en su representación. Suele estar ritualizado y reglamentado, y ser consecuencia de un reto (riepto) o desafío previo, que surge a partir de una enemistad nacida de una ofensa tenida como tal por alguna de las dos partes o por ambas, o por otra cualquier causa. Se halla vinculado a los conceptos clásicos de honor y venganza, y jurídicamente en la Edad Media tenía que ver con el llamado juicio de Dios u ordalía.
Ya en la Iliada de Homero se narran duelos como el de Paris y Menelao o el de Héctor y Aquiles. A veces se narra también la costumbre de evitar conflictos colectivos reduciéndolos a un combate singular entre campeones o grupos pequeños de guerreros que los dirimieran; un ejemplo lo ofrece el combate entre Horacios y Curiacios que narra Tito Livio, el historiador romano, para resolver sin demasiadas pérdidas una guerra entre Roma y Alba Longa; el equivalente es, en la Biblia, el combate entre el hebreo David y el filisteo Goliath. Pero el duelo entre dos hombres es una práctica en su origen sobre todo germánica: el medieval juicio por combate. Era una forma de evitar y ritualizar las faidas y las vendettas.
En su modalidad más formalizada, el duelo fue practicado desde el siglo XV hasta comienzos del siglo XX en las sociedades occidentales, como evolución de las justas o torneos medievales. Era consensuado entre dos caballeros, que utilizaban armas mortales de acuerdo con reglas explícitas o implícitas que se respetaban por el honor de los contendientes, acompañados por padrinos, quienes podían a su vez luchar o no entre sí.
Desde sus inicios el duelo, a pesar de su aceptación social y popularidad literaria (Joanot Martorell, Tirante el Blanco, -Tirant lo Blanch-, 1490, Jovellanos, El delincuente honrado, 1773, Pierre Choderlos de Laclos, Las amistades peligrosas -Les liaisons dangereuses-, 1782, Joseph Conrad, Los duelistas -The duel o Point of honor-, 1908), recibió distintos grados de condena por las autoridades eclesiásticas y civiles, llegando a su ilegalización, que no fue efectiva hasta las primeras décadas del siglo XX. El duelo es considerado un acto ilegal (asesinato en primer y segundo grado) en la mayoría de los países.
El duelo se desarrollaba por voluntad de una de las partes —el desafiante— para lavar un insulto u ofensa a su honor (injuria). El objetivo no era en general matar al oponente, sino lograr «satisfacción» restaurando el honor propio, cosa que se obtenía al poner en juego la vida para defenderlo.
Deben distinguirse los duelos de las pruebas de combate, ya que los primeros no se usaron para determinar culpabilidad o inocencia, ni constituyeron procedimientos oficiales. Los duelos fueron en cambio generalmente ilegales, a pesar de que en la mayoría de las sociedades donde fue usual, contó con aceptación social.
Los participantes de un duelo correctamente planteado no eran por lo general perseguidos, y en los casos en que sí lo eran, no se los encarcelaba por tal motivo. Se consideraba que solo los caballeros (aristócratas o adinerados) los cuales tenían un honor que defender y, por lo tanto, la clase social alta era la que calificaba para realizarlo: si un caballero era insultado por alguien de la clase baja, aquel no lo retaba a duelo, sino que le infligía algún castigo físico o comisionaba a sus sirvientes para que lo hicieran. En algunos países, en especial de origen anglosajón, el reto era realizado públicamente con el golpe de un guante en la cara del oponente o se dejaba caer el guante ante los pies del desafiado quien lo recogía si aceptaba; desde entonces ha perdurado el dicho popular «recogió el guante» para indicar que alguien respondía a la provocación de un opositor.

## Orígenes
El término «duelo» para referirse a este tipo de contiendas se remonta al siglo XV en Europa. La palabra deriva del latín duellum, que en latín clásico se escribía bellum, con el significado de 'guerra', con cruce con "duo", dos: así lo recoge el Diccionario de la Lengua Española. Algunos consideran que se trata de una etimología popular lo asoció a duo ('dos'), resaltando la acepción de «combate uno a uno»[cita requerida].
Las confrontaciones físicas relacionadas con insultos o posicionamiento social se remontan a la prehistoria humana, pero el concepto de duelo formal en la sociedad occidental se originó en el duelo judicial de la Edad Media, y en antiguas prácticas precristianas de la época vikinga. En castellano antiguo se denominada riepto (reto), por ejemplo en el Cantar de mio Cid.
Los duelos judiciales fueron abolidos por el cuarto concilio de Letrán en 1215, pero hay testigos que informaban todavía en 1459 sobre la aceptación del sistema para resolver algunos crímenes capitales.
La mayoría de las sociedades no condenaba el duelo; en rigor, la victoria en duelo se reconocía como un acto de heroísmo y no como un asesinato, y el estatus social del vencedor se veía incrementado. Durante el Renacimiento temprano, la práctica del duelo establecía la respetabilidad de un caballero, y era el medio aceptado para resolver disputas. En aquellas sociedades era sin duda una alternativa mejor que otras formas de conflicto menos reguladas.
El primer código de duelo (Code duello) apareció en el renacimiento italiano, si bien reconoce varios antecedentes, incluyendo la vieja ley germánica. El primer código formalizado a nivel nacional fue el francés, y recién en 1777 se redactó en Irlanda un código que —debido a la emigración— sería el de más amplia influencia en los Estados Unidos.
No obstante lo anterior, los duelos no fueron exclusivos de las altas clases de Europa; los gitanos, ciertas tribus de indios norteamericanos (Navajos) y otras etnias  euroasiáticas tenían en sus códigos de conducta sus propias versiones de duelos (generalmente con cuchillos o hachas), y contemporáneamente  aún se practica este tipo de enfrentamientos con arma blanca o de fuego.

### Otras acepciones
En español duelo significa además un estado de luto o aflicción, acepción que podría tener orígenes comunes con la primera, si se considera la perspectiva de familiares y allegados de los duelistas. Sin embargo, no hay ninguna fuente que confirme la relación. Puesto que duelo, en sentido de luto, proviene de la raíz latina “dolere”, distinta del significado de lucha de la raíz “duellum”. Es un claro ejemplo de homonimia.

## Reglas

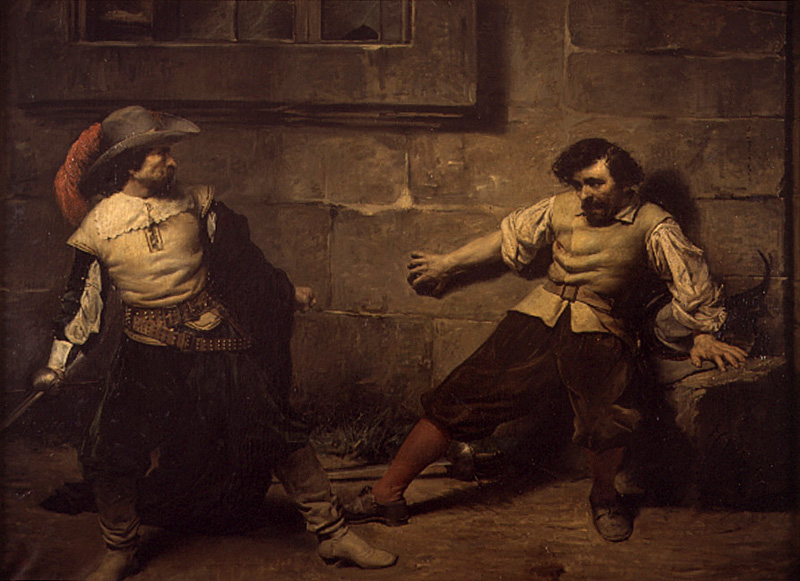
Un lance en el siglo XVII pintura de Francisco Domingo Marqués de 1866.

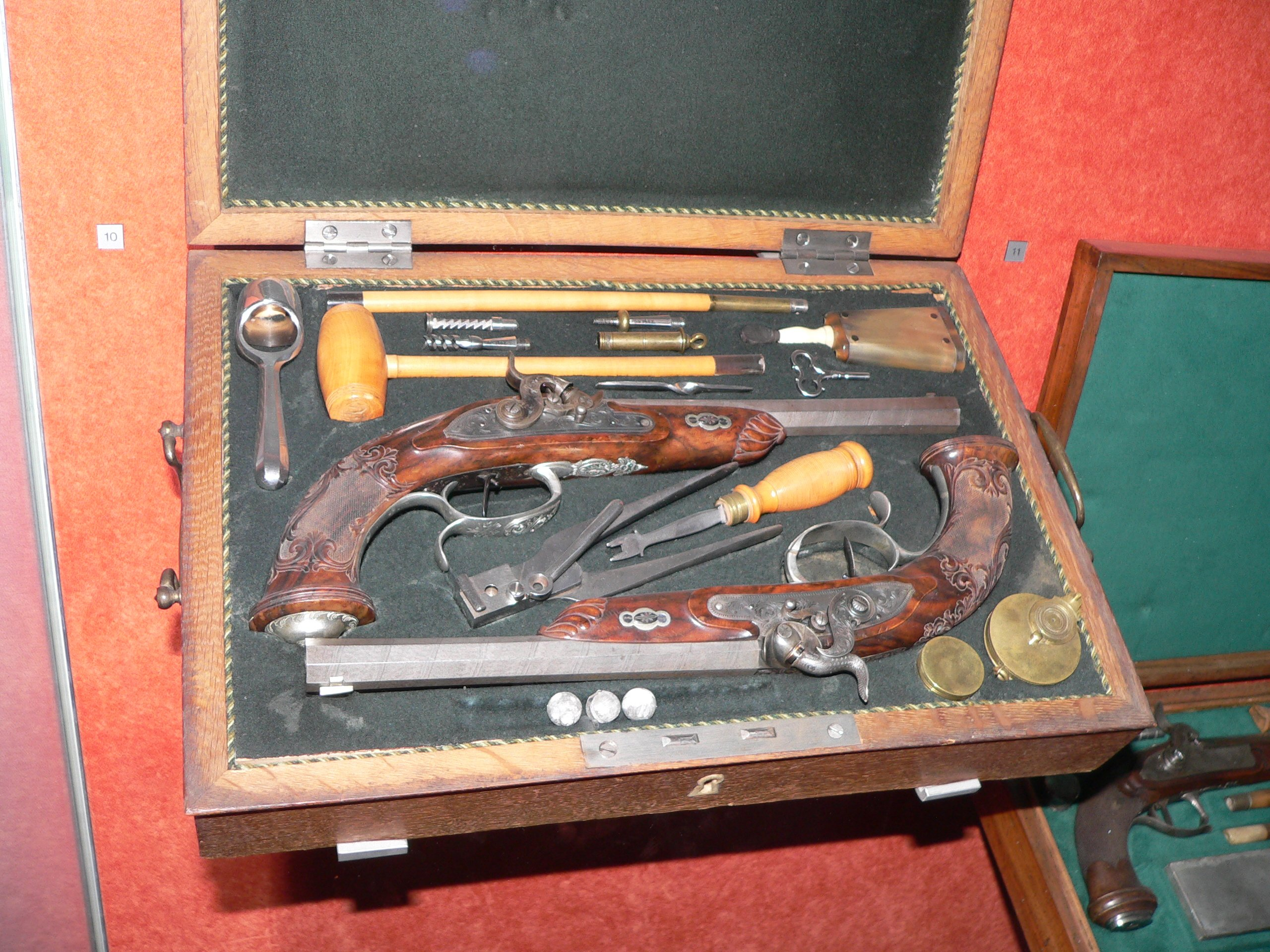
Pistolas de duelo, Museo de Arte e Historia de Neuchatel.

Los duelos podían efectuarse con las espadas de duelo europeas, con sables o —desde el siglo XVIII en adelante— con pistolas. Con este fin se fabricaban artesanalmente bellos pares de pistolas de duelo para uso de los nobles ricos. Pero ambos contendientes debían ser caballeros: un noble no podía batirse con un plebeyo. Por este motivo no dejaron a Voltaire batirse con el noble caballero De Rohan: un villano carecía de honor, y aunque Voltaire insistía en hacerlo, tuvo que resignarse a ser expulsado de Francia mediante una orden reservada dictada por el mismo rey.
Después de la ofensa real o imaginaria, los partidarios del ofendido demandaban «satisfacción» del ofensor, explicitando la demanda con un gesto insultante al que era imposible permanecer indiferente; golpear al ofensor en el rostro con un guante, o tirar el guante al suelo delante de él —de aquí la frase «recoger el guante», que con el tiempo se ha convertido en sinónimo de aceptar un desafío.
Esta costumbre se originó en la Edad Media, cuando se ordenaba a un caballero, que recibía una palmada ritual en la cara simbolizando la última vez que la aceptaría sin devolver un desafío. Por tal motivo, cualquiera que fuese golpeado con un guante estaba considerado, como el caballero, obligado a aceptar el desafío, o quedar deshonrado.
Cada parte en disputa debía elegir un representante de confianza (segundo, o padrino) que acordaría el sitio del «campo de honor», cuyo principal criterio de elección era que estuviera aislado para impedir interrupciones y que a nadie diera el sol en la cara. Después había que acordar el tipo de armas que se iban a usar: espada, sable o pistola. El padrino que tenía calidad de testigo de fe, tenía que verificar las armas, las reglas y en caso de que su representado falleciera, hacerse cargo de su cuerpo para ser entregado a sus familiares y dar parte ante la autoridad.
Por la misma razón, los duelos se efectuaban tradicionalmente al amanecer. También era deber de cada parte comprobar que las armas fueran iguales y que el duelo resultara justo.
A elección de la parte ofendida, el duelo podía ser:
- «A primera sangre», en cuyo caso finalizaba tan pronto como uno de los duelistas resultaba herido, incluso si la herida fuera leve.
- Hasta que uno de los contrincantes fuera «severamente herido», de forma tal que se encontrase físicamente incapacitado para continuarlo.
- «A muerte», en cuyo caso no habría satisfacción hasta que la otra parte estuviera mortalmente herida.
- En el caso de duelos «a pistola», cada parte podía disparar un tiro. Incluso si ninguno acertaba el disparo, si el desafiante se considerase satisfecho, el duelo podía declararse terminado como generalmente sucedía. También un duelo a pistola podía continuar hasta que uno de los duelistas fuera herido o muerto, pero un intercambio de más de tres series de disparos era considerado bárbaro, además de ridículo por la falta de puntería.

Bajo estas condiciones, una o ambas partes podían intencionalmente errar el disparo con el objetivo de cumplir las formalidades del duelo sin pérdida de vida u honor, práctica habitual de algunos duelistas que recibía el nombre de deloper. Hacer esto, obviamente, resultaba muy arriesgado si el oponente no estaba dispuesto a hacer lo mismo. El delope fue expresamente prohibido por el Código de duelo de 1777. Sin embargo las posibilidades variaban, y muchos duelos de pistola fueron a primera sangre, aunque otros a muerte. La parte ofendida podía detener el duelo en cualquier momento, si creía satisfecho su honor.

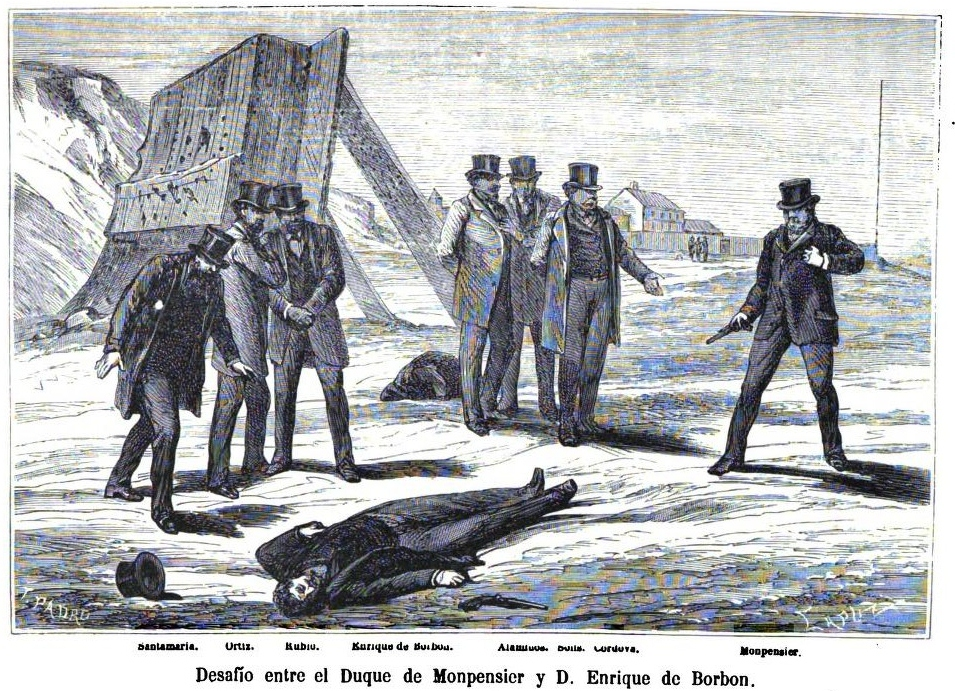
Duelo de Carabanchel. Desafío entre el duque de Montpensier y Enrique de Borbón (Historia de la interinidad y guerra civil de España desde 1868, Vol. 1)

Para un duelo de pistolas de un solo tiro, las partes debían ubicarse espalda contra espalda con sus armas cargadas en la mano, y caminar un número prefijado de pasos, volverse al oponente y disparar. Típicamente, cuanto más grave era el insulto, menos eran los pasos a caminar. En muchos casos los padrinos solían demarcar el suelo previamente, indicando el punto donde los duelistas debían detenerse, girar y disparar. A una señal, frecuentemente un silbato, los oponentes podían avanzar hasta las marcas y disparar a voluntad. Otra técnica consistía en efectuar disparos alternativamente, comenzando por la parte ofendida.
Muchos duelos históricos se evitaron por la imposibilidad de acordar el methodus pugnandi. En el caso del Dr. Richard Brocklesby, no hubo acuerdo en el número de pasos, y en el duelo entre Mark Akenside y Ballow, uno explicó que nunca se batiría durante la mañana, y el otro que nunca lo haría por la tarde. John Wilkes, que no se detenía en ceremonias por estos pequeños detalles, contestó a la consulta de Lord William Talbot en relación con «cuántas veces dispararía en un duelo» lo siguiente: «Tanto como su excelencia desee: he traído una bolsa de balas y una petaca de pólvora».

## Duelos famosos

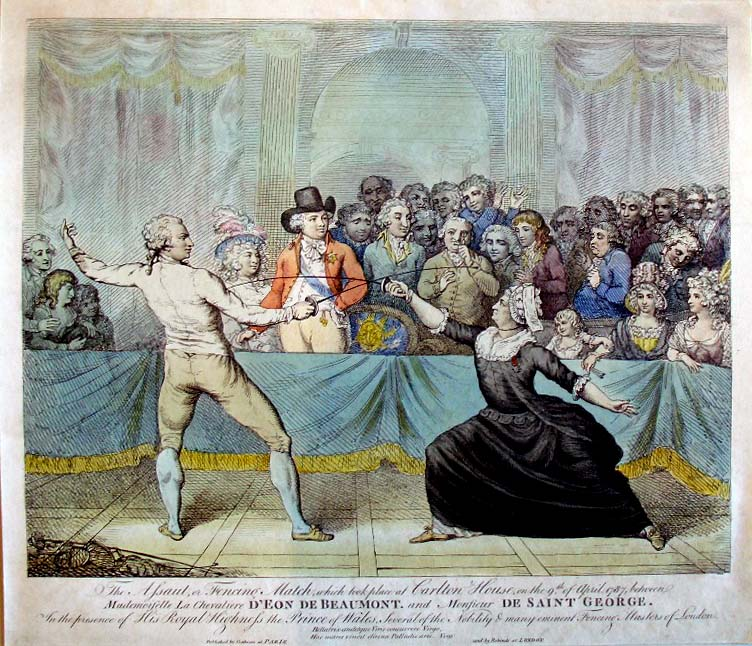
Sátira del duelo de esgrima entre « Monsieur de Saint-George y la Señorita caballera d'Éon de Beaumont » en Carlton House el 9 de abril de 1787. Grabado de Victor Marie Picot inspirado en la obra original de Alexandre-Auguste Robineau.

El militar, anticuario y escritor Jacopo Gelli (1858-1935), autor de numerosas obras al respecto, escribió una compilación de los más famosos duelos mortales del siglo XIX (I duelli mortali del secolo XIX, Milano: L. Battistelli, 1899); según su estudio introductorio, en un solo decenio (1879-1889) hubo en Italia, pese a ser algo condenado por la ley, 2759 duelos, el 95% a sable y más raramente con pistola o espada; en Francia, entre 1880 y 1890 solo hubo 467, de los que la gran mayoría fueron a espada, y bastante menos a pistola y sable. Declinar un desafío era a menudo equivalente a ser derrotado por abandono, y por este hecho se consideraba un deshonor, un acto de cobardía. Los individuos importantes o famosos en especial corrían un riesgo mayor de ser retados a duelo, pues superarlos en el desafío daba un cierto prestigio. Los duelistas solían ser militares o nobles; y tanto los políticos por su dimensión social como los periodistas por sus artículos críticos tenían que habérselas con estos dramas de honor. Los motivos eran a menudo injurias o algo que podía ser tomado como tal, pero podían ser realmente baladíes, por un "punto de honor", de donde vino la palabra pundonor. Sin embargo, más era una desgracia que otra cosa: si alguien moría en duelo la ley perseguía al superviviente, quien con frecuencia tenía que abandonar su patria, y los hijos de los militares fallecidos de esta manera perdían todo derecho a una pensión. Por eso los duelistas solían ser jóvenes y solteros. 
Ya en el siglo XVI pudo escribir el abad Pierre de Brantôme su libro Anecdotes touchant les duels / Anécdotas sobre los duelos, en otras ediciones titulado Les anecdotes de la Cour de France, sous les Rois Henry III et IV. Touchant les duels. Después hubo duelos tan curiosos como el que sostuvo señor de Saint-George con la espía transgénero d'Éon de Beaumont en 1787, ganado por siete toques a cero por esta última.
Entre los duelos más famosos se encuentra el de los estadounidenses Hamilton y Burr. En esa oportunidad el destacado miembro del Partido Federal de los Estados Unidos, Alexander Hamilton fue herido mortalmente. También se recuerda el duelo entre Arthur Wellesley, primer duque de Wellington, y George William Finch-Hatton, 10.º conde de Winchilsea, en el que ambos contendientes se dispararon al aire.[cita requerida]

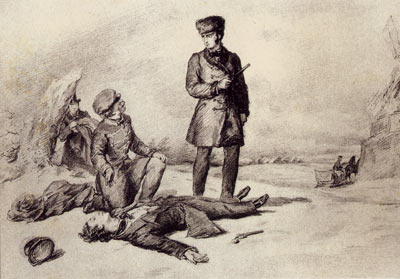
Grabado que representa el duelo de Oneguin y Lenski

El poeta ruso Aleksandr Pushkin describió proféticamente varios duelos en sus obras, notablemente el de Oneguin contra Lenski en Eugenio Oneguin. El propio Pushkin fue herido mortalmente en un duelo controvertido con Georges d'Anthés, un oficial francés de quien se rumoreaba que era amante de la mujer de Pushkin. Anthés, que fue acusado de hacer trampa en ese duelo, contrajo matrimonio con la cuñada de Pushkin y se encaminaba a convertirse en ministro y senador francés.

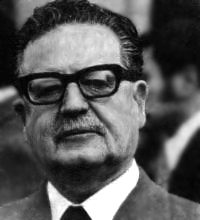
Salvador Allende, protagonizó el último duelo en Chile en 1952.

El último duelo a muerte en Canadá involucró a John Wilson desafiado por Robert Lyon a un duelo a pistola después de una pelea iniciada por observaciones sobre una maestra de escuela con quien Wilson terminó casándose luego que Lyon falleciera en el duelo.[cita requerida]
En 1832, el matemático francés Évariste Galois encontró su muerte a la temprana edad de 21 años en un duelo contra un presunto agente provocador de la policía de Luis Felipe de Orleans. La noche anterior a su muerte la empleó en escribir a un amigo todos sus resultados matemáticos, con el encargo de que fueran transmitidos a algún matemático extranjero.
En 1864, el escritor estadounidense Mark Twain —luego editor del New York Sunday Mercury— evitó por poco enfrentarse en duelo con el editor de un periódico rival, posiblemente por la rapidez mental de su padrino, que exageró la puntería de Twain con la pistola.
El 12 de marzo de 1870, tuvo lugar el Duelo de Carabanchel en la escuela de tiro de la Dehesa de Carabanchel entre Antonio de Orleans, duque de Montpensier y Enrique de Borbón, duque de Sevilla, en el que el primero perdió sus opciones a reinar en España, y el segundo su vida.
A principios del siglo XX, Hipólito Yrigoyen se enfrentó a Lisandro de la Torre en un duelo con sable. Yrigoyen no tenía experiencia en esgrima por lo que contrató a un maestro. De la Torre era un maestro en dicho arte y había ganado varias competiciones. Durante el duelo, Yrigoyen hirió a De la Torre tres veces mientras que este no lo tocó siquiera. Después de este duelo De la Torre se dejó barba para ocultar los cortes.
El 6 de agosto de 1952, se llevó a cabo el último duelo de honor registrado en la historia de Chile. Fue entre los entonces senadores Salvador Allende y Raúl Rettig, siendo el desafiante este último pues impugnó los dichos del doctor Allende en el Senado. Aunque dispararon a matar, ambos erraron sus disparos.

## Duelos inusuales
- Se dice que en 1808 dos caballeros franceses se batieron a duelo en globos aerostáticos sobre París, cada uno tratando de pinchar el globo del oponente; uno de ellos fue derribado y se mató en la caída junto con su padrino.
- Los participantes de algunos duelos, puestos a elegir el arma, elegían deliberadamente elementos ridículos como morteros, mazos, u horquillas para sujetar cerdos.[18]

## El duelo en algunos países

### España
Sin tener en cuenta el riepto o juicio de Dios medieval, que aparece incluso en el Cantar de mio Cid o en el Romance del infante vengador, inspirado en la venganza de Mudarra del Cantar de los siete infantes de Lara, el vocablo surge como tal en el siglo XV en el Doctrinal de caballeros de Alonso de Cartagena (1487, pero escrito antes de 1456):
Manera de lid que para prueba de maleficios se hace, la qual los juristas dizen "duelo", que quiere decir batalla de dos.
En 1525 se publica la traducción del Tractatus de duello de Diego del Castillo de Villasante con el título de Remedio de desafíos, y la palabra duellum se ve traducida sistemáticamente por desafío. En 1544 aún aparece en el Libro llamado batalla de dos, que es la traducción de Duellum del jurista italiano Paris de Puteo / Paride del Pozzo. Ya un dictamen de Fernando el Católico prohibía los duelos con pena de muerte inmediata, destierro inapelable a las Américas o condena a galeras. Pero en el Siglo de Oro era algo común, y así era frecuente su aparición en las comedias de enredo de Lope de Vega: cada día aparecía algún muerto en esos casos. El duelo podía hacerse con ambas manos, en la izquierda una daga de cincuenta centímetros y en la derecha la espada ropera o corta. Grandes duelistas fueron entonces Gonzaga Osorio o Diego García de Paredes. Y a veces se hacía a la siciliana, con una daga corta en cada mano.
José Esteban, en Duelos y duelistas españoles (Reino de Cordelia, 2018), ha compilado algunos duelos famosos entre militares, políticos, periodistas y literatos. Stendhal contaba que un militar español retirado en Narbona, y que tenía una joven y bonita esposa, «se sintió obligado a abofetear a cierto gallito». Al día siguiente ella se presentó en el lugar donde debían luchar. El gallito pensó que había venido a detenerlos; ella replicó: «He venido a enterrarlo a usted». Son recordados el de Luis González Bravo a pistola con el periodista Andrés Borrego; los de José Cadalso, referidos por él en su autobiografía; el de José de Espronceda con el comandante Pezuela, luego conde de Cheste, a sable, en un cementerio a la luz de la luna; el de Francisco Javier de Istúriz con Juan de Dios Álvarez Mendizábal a veinte pasos y a pistola; el de Pedro Antonio de Alarcón con Heriberto García de Quevedo, que le hizo cambiar de vida y aparece aludido en su novela El escándalo; el de Antonio de Orleans y Enrique de Borbón, conocido como Duelo de Carabanchel, donde perdieron ambos contendientes; el de Luis de Usoz; el de Ramón de Campoamor y Juan Bautista Topete o el de Felipe Ducazcal, que trajo secuelas graves al curador del perro Paco. Expertos duelistas fueron además el atrabiliario escritor cubano Emilio Bobadilla y Alejandro Lerroux.
Pero ya Mariano José de Larra los critica en su artículo "El duelo". El historiador Modesto Lafuente lamenta amargamente en junio de 1839 cómo los periodistas necesitan no solo ser hábiles con la pluma sino con la espada para poder ejercer la profesión:

Porque has de saber, adorado Pelegrín, que ahora se ha introducido la moda de desafiar a los periodistas por un daca esas pajas, como que en pocos días se han verificado tres o cuatro desafíos con periodistas de diferentes colores, de los cuales alguno todavía trae la
muestra no lejos de un ojo...

Al final del siglo XIX ya es ridiculizado sin piedad por la literatura, por ejemplo en El cuarto poder (1888) de Armando Palacio Valdés o en La Regenta de Leopoldo Alas "Clarín" (quien, sin embargo, acabó herido en un duelo con Emilio Bobadilla), y Juan Pérez Zúñiga pudo escribir que en su época:
Ello es que el honor salvado / y el valor reconocido / nunca dan el resultado / de que alguno salga herido.
Otra modalidad de duelo, pero entre delincuentes o plebeyos villanos en Castilla, por imitación de la nobleza, es la reyerta de bandoleros, común en Andalucía (véase pelea con cuchillo), obra de un rudimentario sentido del honor que podía plasmarse también en vendettas. Podían ser de dos tipos: limpia, es decir, solo con navajas de carraca (largas y plegables), o ayudándose con una manta enrollada en el otro brazo a manera de escudo defensivo. Existía incluso una esgrima particular para este tipo de contiendas, en parte calcada del empleo bélico del estilete siciliano. En 1849 se publicó el anónimo Manual del Baratero, en que se indicaban las formas de manejar la navaja en los duelos gitanos, en las cárceles o para dirimir cualquier reyerta plebeya; el baratero era entonces el nombre que se daba a los asesinos y a los matones asalariados de las casas de juego. Sobre este tipo de duelos carcelarios escribió Mariano José de Larra su artículo "Los barateros, o el desafío y la pena de muerte" (1836). Carlos III, sin embargo, prohibió llevar armas de hoja larga (sobre todo espadas) a la gente ajena a la nobleza.
El pintor Francisco de Goya también presenta una modalidad distinta en una de sus Pinturas negras, Duelo a garrotazos: los contendientes se hallan enterrados hasta las rodillas uno frente al otro, y esgrimen palos para golpearse. No había ni reglas ni protocolo, ni padrinos, ni elección de armas. Pero esto es una interpretación controvertida y no se han hallado más ejemplos de la misma.

### Grecia
Ya se ha hablado de los duelos que narra Homero en La Ilíada. En las islas Jónicas durante el siglo XIX existió una costumbre de luchas formales entre hombres por un punto de honor. Lo inusual de esta tradición era que la protagonizaban los campesinos y no los aristócratas.
Estos duelos se hacían a cuchillo, y comenzaban con un intercambio de insultos de índole sexual en un lugar público, por ejemplo una taberna. Los contrincantes no peleaban con el objetivo de asesinar al oponente, sino de marcarle el rostro con el cuchillo. Ni bien brotaba la primera gota de sangre los asistentes intervenían para separar a los adversarios. El ganador a menudo escupía a su oponente y mojaba su pañuelo en la sangre del vencido, o lo usaba para limpiar su cuchillo.
El vencedor no hacía esfuerzo alguno por eludir el arresto, y recibía una pena leve consistente en corto período de prisión o una pequeña multa.

### Estados Unidos
En el lejano oeste de los Estados Unidos hubo una forma particular de duelo sin ceremonias en que los adversarios se aproximaban cara a cara hasta disparar con revólver. Así por ejemplo en uno de los pocos realmente bien documentados, el Duelo entre "Wild Bill" Hickok y Davis Tutt. En la costa este, sin embargo, se seguía el ritual europeo. La práctica del duelo comenzó a perder popularidad en Norteamérica en el siglo XVIII. Benjamin Franklin consideraba al duelo plagado de una violencia inútil, y George Washington encomendaba prohibirlo a sus oficiales durante la guerra de independencia estadounidense, por considerar que la muerte en duelo de algunos de ellos disminuiría las posibilidades de éxito del esfuerzo bélico.
Además el duelo se utilizaba frecuentemente como una fachada para el asesinato legal. En 1806 Andrew Jackson, quien más adelante se convertiría en presidente de los Estados Unidos, se vio envuelto en un duelo pero violó una norma técnica. Jackson y su oponente habían acordado un duelo a un tiro, pero cuando comenzó la lucha y Jackson hizo fuego, su arma se trabó. El oponente disparó pero erró el disparo. Entonces Jackson destrabó su pistola y disparó a su oponente, cuando técnicamente había perdido su turno al trabarse el arma.
Para fines del siglo XIX, el duelo legal se había extinguido en casi todo el mundo. Algunos estados estadounidenses tenían leyes que establecían procedimientos para el duelo legal, pero de cumplimiento raramente defendible ante un tribunal.
Varias jurisdicciones tienen severas penas contra la práctica del duelo, que en el caso de los militares en actividad alcanzan generalmente la degradación.

### México
El duelo se volvió una costumbre romántica y popular en México en la época del general Porfirio Díaz. Los legistas mexicanos distinguían tres clases de duelo:
- decretorio, a muerte de uno de los contendientes.
- propugnatorio, cuando solo se proponía defender el honor, sin ánimo de matar.
- satisfactorio, si profiriéndose a una injuria grave, se hallaba el ofendido dispuesto a no realizar el duelo, a cambio de una satisfacción.

En un intento por legalizar esta práctica que se consideraba inevitable, se publicaron dos códigos sobre la materia.
El Código nacional mexicano del duelo de 1891 señala tres clases de ofensas que ameritan el lance: privada, pública y de hecho, y los diferentes tipos de armas para realizarlo: «a espada, a sable, a sable sin punta, a pistola y a pie firme, a pistola a voluntad, a pistola avanzando, a pistola y marcha interrumpida, a pistola en línea paralela, a pistola al mando, a caballo, con carabina, con fusil, a pistola a distancias muy próximas y con pistola, estando una sola cargada».
El código penal vigente en ese tiempo solo imponía a los duelistas multas de 20 a 1500 pesos y arrestos de tres meses a seis años, aun en casos de muerte.
Actualmente, el Código Penal Federal sanciona el duelo como delito en los artículos 297 y 308.

### Argentina y Uruguay

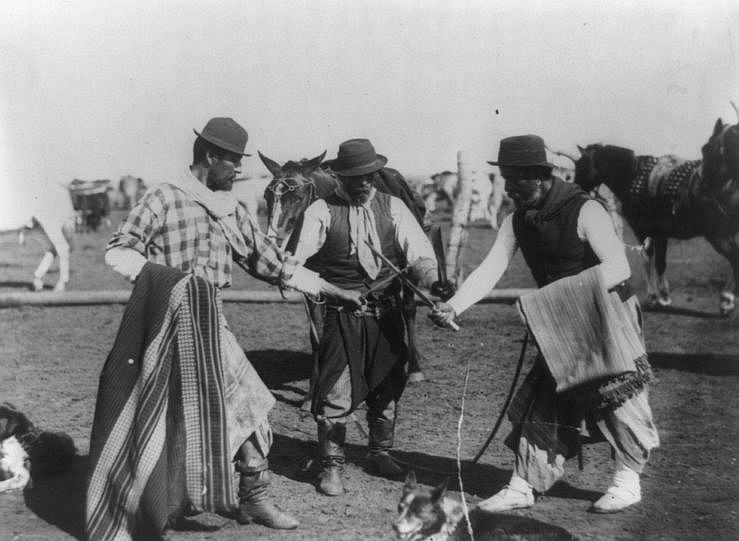
Gauchos del Río de la Plata en posición de duelo.

Desde la llegada de los primeros europeos al Río de la Plata, el duelo fue principalmente una demostración del coraje varonil, muy frecuente en las clases bajas del campo. Desde los orígenes del tipo social del gaucho, habitante de la llanura pampeana, el duelo acompañó a las clases rurales del Río de la Plata, pese a que fue una práctica declarada ilegal y fue castigada casi desde sus orígenes por los patrones de estancia y las clases dirigentes con penas de azote y de reclusión.
A diferencia de los duelos entre aristócratas criollos, que se efectuaban a la manera de sus contrapartes europeas, los gauchos desarrollaron una tradición particular de duelo, que pasó a llamarse duelo gaucho o duelo criollo,  que siguió las técnicas del duelo popular del sur de Italia o de Andalucía. Se combatía con cuchillo (que por estas regiones se denominaba «facón» o «faca») en una mano, y trapo o manta en la otra mano a modo de escudo. El desafío no se hacía con golpe de guante sino por la «mojada de oreja», que literalmente consistía en que el retador pasara la mano mojada con su propia saliva por la oreja del adversario.
Durante en el siglo XIX, el duelo se traslada a las ciudades, que estaban atravesando un fuerte proceso de crecimiento estimulado por la inmigración. En los suburbios, los «malevos», hombres pendencieros de baja condición, y cuchilleros lo practican para dirimir cualquier falta real o supuesta al honor, o incluso por mero afianzamiento social. Este «duelo de punta y hacha» sería incorporado en la cultura del tango y eternizado por la prosa de los escritores rioplatenses, como el argentino Jorge Luis Borges y el uruguayo Enrique Amorim entre otros.
En las últimas décadas del siglo XIX y a comienzos del siglo XX la costumbre del duelo se extendió por clases altas. Durante la época se hicieron famosos varios duelos de políticos y otras personalidades destacadas. En la Argentina, dos prominentes políticos Hipólito Yrigoyen, que resultaría ser electo años más tarde como presidente, y Lisandro de la Torre, que alcanzaría el cargo de senador, se batieron con espadas en 1897 con motivo de su ruptura política. En Uruguay, el expresidente de Uruguay José Batlle y Ordóñez retó a duelo en 1920 al joven periodista Washington Beltrán Barbat, quien murió como consecuencia del enfrentamiento. El acontecimiento alcanzó tal grado de notoriedad que llevó a que ese mismo año se promulgara en Uruguay la ley 7.253, conocida como «Ley de duelos», que reglamentaba los duelos estableciendo las condiciones bajo las cuales podían realizarse.
El último duelo público en Argentina ocurrió en 1968 entre el periodista Yoliván Biglieri y el almirante Benigno Ignacio Varela.[cita requerida] Mientras tanto, la práctica de duelo en Uruguay se intensificó en ese período, en medio de la críticas situaciones políticas y sociales de la década de 1970, y se hicieron habituales los duelos entre políticos y militares uruguayos. De estos enfrentamientos se destacan los que tuvieron lugar entre Manuel Flores Mora y Julio María Sanguinetti, Manuel Flores Mora y Jorge Batlle, Danilo Sena y Enrique Erro y entre Líber Seregni y Juan Pedro Ribas.
El rechazo de la opinión pública uruguaya y extranjera a los duelos se hizo manifiesto en 1990, cuando el periodista Federico Fasano Mertens, director del diario La República, fue desafiado por el inspector de policía Saúl Clavería (director de la Dirección Nacional de Información e Inteligencia entre 1970 y 1974, durante el gobierno dictatorial). La ley de duelos fue finalmente derogada por medio del artículo 1 de la ley 16.274 del 6 de julio de 1992.

### Alemania, Austria y Suiza
En estos países se ha practicado tradicionalmente una forma de duelo no letal con armas de filo llamada Mensur, que todavía se lleva a cabo en la actualidad con modificaciones. Su objetivo es educar el carácter y la personalidad, y resistir las estocadas de forma estoica más que el evitarlas. No hay ganador o perdedor.